# Reverse Logistik
Unter der Bezeichnung Reverse Logistik (englisch Reverse Logistics) oder auf Deutsch Rückführungslogistik, Umkehrlogistik, Rücknahmelogistik werden alle logistischen Prozesse betrachtet, bei denen Güter vom (End-)Kunden ausgehen und wieder in der Lieferkette zurück laufen. Dabei wird die Übersetzung des englischen Begriffs unterschiedlich verstanden und verschiedene Denkschulen konkurrieren miteinander.

## Definition
Das Council of Logistics Management definiert Reverse Logistik als „den Prozess der Planung, Implementierung und Steuerung eines effizienten Materialflusses an Rohmaterialien, Zwischen- und Enderzeugnisse und den damit zusammenhängenden Informationen vom Punkt der Konsumierung zum Punkt des Ursprungs zur Wiederverwertung oder Entsorgung. Genauer gesagt, ist Reverse Logistik der Prozess, Güter nach ihrem konventionellen Lebensende einer Wiederverwertung oder Entsorgung zuzuführen. Refabrikation und Instandsetzung können in der Definition der Reversen Logistik enthalten sein.“
Englisches Original:

„[…] the process of planning, implementing, and controlling the efficient, cost effective flow of raw materials, in-process inventory, finished goods and related information from the point of consumption to the point of origin for the purpose of recapturing value or proper disposal. More precisely, reverse logistics is the process of moving goods from their typical final destination for the purpose of capturing value, or proper disposal. Remanufacturing and refurbishing activities also may be included in the definition of reverse logistics.“

Diese Definition wird häufig zitiert und soll daher hier verwendet werden.

## Gebiete der Reversen Logistik
Die klassischen drei Gebiete der Logistik Beschaffungslogistik, Produktionslogistik und Distributionslogistik sind auf die Versorgung des Kunden ausgerichtet (engl. downstream). Die Reverse Logistik ergänzt die Prozesse um die Rückführung der Produkte bzw. Materialien Richtung Quelle (engl. upstream). Der Quasistandard SCOR-Modell zur Beschreibung übergreifender Geschäftsprozesse trägt dem Rechnung (source-make-deliver-return). Ist der Kreislauf geschlossen, so spricht man von Closed-Loop Supply Chains.
Zur Abgrenzung der Begriffe insbesondere zur Entsorgungslogistik sei auf Die Dissertation von Mühltaler Kapitel 2.2.4 hingewiesen. Auf die Abgrenzung verschiedener Gebiete der Reversen Logistik ist meist nicht disjunkt.

### Entsorgungslogistik
Die Entsorgungslogistik beschäftigt sich mit Konsumrückständen, die am Ende ihrer Nutzungsdauer wiederverwertet oder ordentlich beseitigt werden, Produktionsrückständen, Ausschuss oder Kuppelprodukten, sowie Produktverpackungen, die nicht wiederverwendet werden.

### Retourenlogistik
Die Retourenlogistik befasst sich mit
- Rückgaben, um einen vorangegangenen Kaufvertrag zu annullieren
- Reklamationen z. B. aufgrund mangelnder Qualität oder Rückrufaktionen
- In beiden Fällen müssen spezielle Prozesse zur Retourenabwicklung implementiert werden.[3]

### Reparaturlogistik
Reparaturen verursachen logistische Prozesse. Es ist zu unterscheiden ob die Reparatur „vor Ort“ oder als „Bring in“ realisiert wird. In beiden Fällen ist, müssen für das zu reparierende Gerät Prozesse gestartet werden, um das Objekt zu identifizieren, einem Kunden zuzuordnen und den Defekt mit Folgeaktionen zu bestimmen: Reparatur mit ggf. Ersatzteilbeschaffung (Ersatzteillogistik) und Reparatur, Ersatzlieferung, Verwertung, Verschrottung usw.
Der oftmals verwendete Begriff Garantielogistik befasst sich mit durch Garantieanspruch verursachte Rücksendungen, sofern die Ware wieder zurückgesendet wird. Dies ist für Endkunden die Regel. Auch Gewährleistungsfälle verursachen logistische Prozesse. Beides ist aber aus logistischer Sicht nur eine Frage des Kostenträgers.

### Behälter- und Mehrweggebindelogistik
Dieser Teil befasst sich mit Mehrwegtransportverpackungen etwa Paletten, Gitterboxen, Kleinladungsträger und Mehrwegbehälter, wie Flaschen, Kegs, Gasflaschen. Es existieren unterschiedliche Verfahren um vereinbarte Regeln mit dem Umgang von Behältern bzw. sonstigen Mehrwegsystemen festzusetzen.

#### Tauschverfahren
Beim Tauschverfahren werden Vollgut und Leergut zwischen den Vertragspartnern ohne weitere Abrechnung für die Behältnisse verschoben. Mögliche Ausführungen sind:
- Direkttausch: Der Empfänger von Vollgut steht in der Pflicht die gleiche Anzahl an Behältnissen dem Versender sofort zurückzuschicken.
- Zug-um-Zug-Tausch: Bei diesem Konzept erfolgt der Versand des Vollgutes direkt an den Empfänger. Für den Rücktransport des Leergutes ist ein Dienstleister tätig. Dieser Dienstleister hat ein Lager, mit dem er den Versender mit Leergut versorgt und holt Leergut vom Empfänger ab. Die Abholung des Leergutes erfolgt direkt bei Ankunft des neuen Vollgutes.
- Nachträglicher Tausch: Dieses Konzept ist wie der Zug-um-Zug-Tausch, nur dass das Leergut nicht direkt bei Ankunft des neuen Vollgutes abgeholt wird.
- Saldoausgleich: Hierbei führt jeder Teilnehmer des Mehrwegsystems ein Konto. Auf diesem werden alle Zu- und Abgänge verzeichnet. Hierbei tauschen die Teilnehmer nicht nur mit direkten Partnern, sondern auch mit anderen Teilnehmern.

#### Abrechnungsverfahren
Es existieren Kauf- / Rückkaufsysteme, Mietsysteme, Pfandsysteme Umlaufentgeltsysteme.